# Небеса — моя обитель
«Небеса — моя обитель» (узб. Parizod) — фильм узбекского режиссёра Аюба Шахобиддинова, получивший гран-при «Золотая лоза» кинофестиваля «Киношок» в 2012 году. Картина снята на киностудии «Узбекфильм» по заказу Национального агентства «Узбеккино».

## Сюжет
Фильм-легенда о красивой одинокой девушке, которую пытается сосватать своим знакомым случайный прохожий, встретивший её однажды в горах. Но потенциальные женихи отвергают девушку, так как считают, что в её холодной красоте таится дьявольская сила.